# Elly Plooij-van Gorsel
Pieternella Cornelia Plooij-van Gorsel, detta Elly (Tholen, 20 marzo 1947), è una politica olandese, membro del Partito Popolare per la Libertà e la Democrazia ed europarlamentare dal 1994 al 2004.

## Biografia

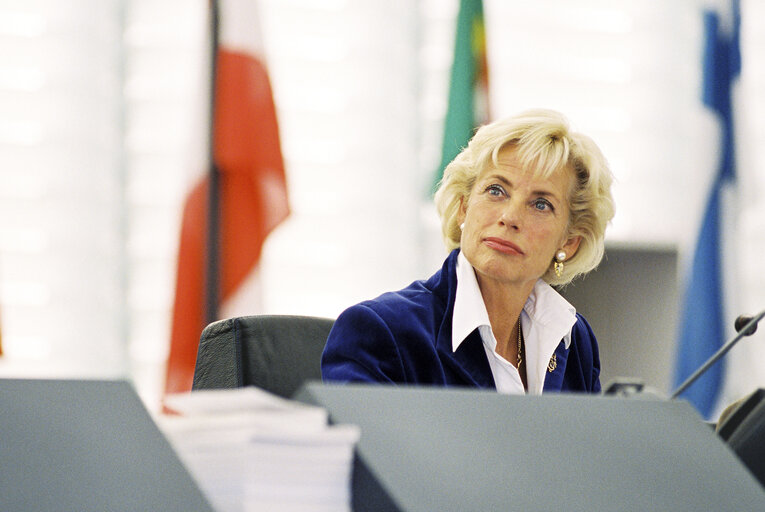
Elly Plooij-van Gorsel al Parlamento europeo nel 2001

Nata a Tholen, nel 1971 si laureò in psicologia presso l'Università di Utrecht. Subito dopo, divenne ricercatrice all'Università di Leida, dove conseguì un dottorato di ricerca nel 1980.
Nel 1987, Elly Plooij-van Gorsel divenne capo dei seminari e delle conferenze presso la NIVE; rivestì inoltre il ruolo di segretaria dell'Associazione olandese degli organizzatori di conferenze professionali. Dal 1987 al 1991 fu redattrice della rivista femminile del Partito Popolare per la Libertà e la Democrazia. Nel 1990 venne nominata responsabile commerciale di Service One Business Catering. Dal 1991 al 1994 fu tesoriera del partito nella sezione di Leida.
In occasione delle elezioni europee del 1994, si candidò al Parlamento europeo e risultò eletta. Fu riconfermata europarlamentare anche nella tornata del 1999. In seno all'assemblea, aderì al gruppo del Partito Europeo dei Liberali, Democratici e Riformatori e fu membro della commissione per l'industria, la ricerca e l'energia. Tra il 2001 e il 2002 ricoprì inoltre la carica di vicepresidente del Parlamento europeo.
Fu relatrice del REACH e presidente della delegazione per le relazioni con la Cina. Nel marzo del 2000, insieme a due altri colleghi, fondò l'European Internet Forum (EIF), una piattaforma neutrale per aiutare i cittadini a comprendere internet e il suo impatto su economia e società.
Si occupò prevalentemente di ICT, di sostegno alle piccole e medie imprese e si espresse a favore della riduzione delle aliquote IVA.
A settembre del 2004, tre mesi dopo aver lasciato il seggio da europarlamentare, Elly Plooij-van Gorsel venne assunta come consulente senior presso la società di lobbying Blueprint Partners con sede a Bruxelles.
Scrisse diversi editoriali per il quotidiano NRC Handelsblad.
Nel 2012 divenne presidente del Nederlands Instituut van Psychologen (NIP), l'associazione nazionale degli psicologi olandesi. In queste vesti, si espresse in maniera critica nei confronti del sistema diagnostico.
Nello stesso anno, ottenne l'incarico di presidente del consiglio strategico di eHerkenning, un sistema di identità digitale per accedere alle istituzioni governative. Nel 2014, Elly Plooij-van Gorsel sostenne l'importanza di fondere l'identità digitale all'internet banking.